# Egron-Lundgrensmedaljen

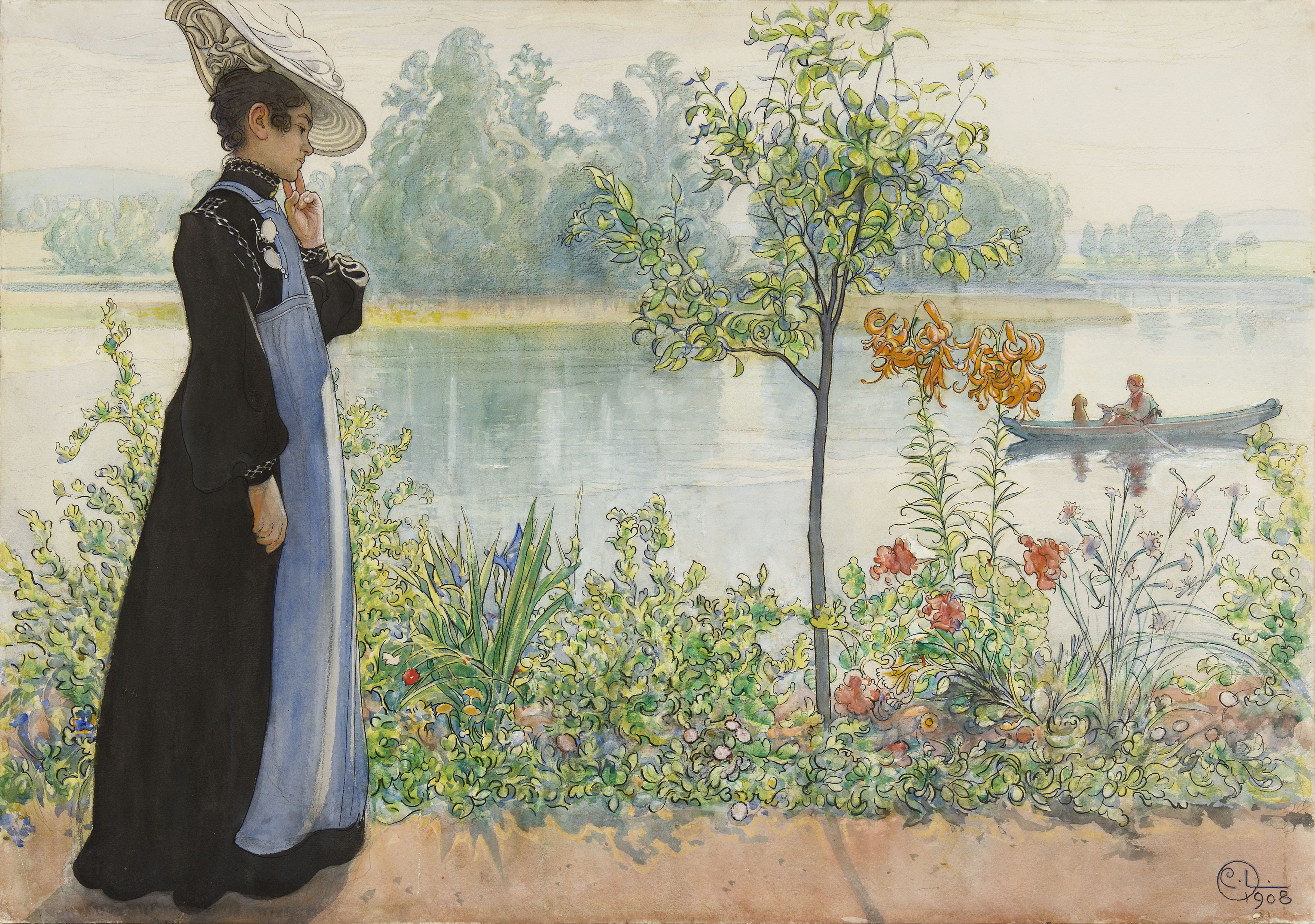
År 1903 tilldelades Carl Larsson Egron-Lundgrensmedaljen för sin skicklighet som akvarellist, men sedan delades den inte ut igen förrän 1947.

Egron-Lundgrensmedaljen eller Egron Lundgrens medalj, är ett pris som Konstakademien i Stockholm delar ut till framstående svenska akvarellmålare. Priset instiftades 1876 till minne av konstnären Egron Lundgren som dog året innan. 
Fram till 1903 delades dock medaljen bara ut ett fåtal gånger. Georg von Rosen och Albert Gellerstedt fick den 1887, August Malmström 1899 och Carl Larsson 1903. Anders Zorn tilldelades medaljen redan 1885, men på grund av hans förhållande till Kungliga Akademien för de fria konsterna, avsade sig han priset. På grund av allt detta slutade man helt att dela ut medaljen, men priset återupptogs 1947 då den tilldelades Axel Sjöberg. Medaljen är i guld och med utmärkelse följer också en summa pengar ur fonden Egron Lundgrens prismedel. Några kända konstnärer som därefter fått priset är Oskar Bergman (1957), Birgit Broms (2006), Eva Lange (2015) och Lars Lerin (2019).